# Misery (film)
Misery is een Amerikaanse psychologische thriller uit 1990. Regisseur Rob Reiner verfilmde hiervoor het gelijknamige boek van Stephen King uit 1987.

## Verhaal
Auteur Paul Sheldon is vooral bekend van zijn romanserie Misery over het leven van Misery Chastaine. In zijn laatst geschreven, nog te verschijnen, boek laat hij Misery sterven. Hij rijdt door de sneeuw van zijn hotel naar zijn uitgever, maar krijgt een ongeluk. Hij wordt uit het autowrak gered door een vrouw.
Sheldon ontwaakt in het zeer afgelegen huis van Annie Wilkes, een groot fan van Sheldons boeken en dan vooral van de serie Misery-boeken. Annie is verpleegster geweest en verzorgt Sheldon goed. Intussen is ze het manuscript van het laatste Misery-boek aan het lezen. Als ze erachter komt dat haar geliefde romanpersonage gestorven is, wordt ze woedend en laat ze voor het eerst haar waanzinnige kant zien. Ze dwingt Sheldon zijn nieuwste boek te verbranden en een nieuw Misery-boek te schrijven, waarin Misery weer tot leven komt. Sheldon begint aan het nieuwe boek. Zodra hij echter genoeg hersteld is, tracht hij uit zijn kamer te ontsnappen, zodra Annie weg is. Als Annie hierachter komt, breekt ze zijn enkels door er met een grote hamer op te slaan. 
Intussen is de sheriff druk op zoek naar Sheldon. Hij komt op Annies spoor en gaat naar haar huis. Daar vindt hij Sheldon, maar voordat hij iets kan doen, wordt hij door Annie doodgeschoten. Zij beseft dat er snel nieuwe politie zal komen en wil Sheldon en zichzelf van het leven beroven. Sheldon weet Annie te overtuigen hem eerst het boek te laten voltooien. Als het boek af is, steekt Sheldon het in brand. Annie wordt hier zo door afgeleid dat Sheldon haar kan neerslaan met zijn typemachine. Ze is echter niet meteen bewusteloos en er ontstaat een gevecht met de woedende Annie. Sheldon wint dit uiteindelijk door haar met een ijzeren varkensbeeldje op haar hoofd te slaan, waardoor ze sterft.
Na Annie's dood is Paul al snel weer vrij. Hij heeft echter wel een trauma aan de vreselijke ervaring overgehouden. Hij denkt overal Annie te zien. En nadat een vrouwelijke ober in een restaurant tegen hem zegt dat ze een grote fan van hem is, bedankt Paul haar, maar hij wordt toch een klein beetje bang.

## Prijzen
- 1991: Academy Award - Kathy Bates - Best Actress

## Rolverdeling
| Acteur             | Personage             |
| ------------------ | --------------------- |
| James Caan         | Paul Sheldon          |
| Kathy Bates        | Annie Wilkes          |
| Richard Farnsworth | Sheriff Buster McCain |
| Frances Sternhagen | Virginia McCain       |
| Lauren Bacall      | Marcia Sindell        |
| J.T. Walsh         | Sherman Douglas       |

## Casting
Zowel de casting van de vrouwelijke als van de mannelijke hoofdrol verliep moeizaam. De vrouwelijke hoofdrol werd aangeboden aan Jessica Lange, Roseanne Barr, Anjelica Huston, Bette Midler, Mary Tyler Moore, Rosie O'Donnell en Barbara Streisand, die allen weigerden. Voor de mannelijke hoofdrol pasten Harrison Ford, Mel Gibson, Michael Douglas, Robert De Niro, Dustin Hoffman en Robert Redford. De rol werd ook aangeboden aan Jack Nicholson, die weigerde omdat hij na zijn rol in The shining niet te veel met het werk van Stephen King wilde vereenzelvigd worden. Warren Beatty was ook lang in de running. Rob Reiner schaarde zich aanvankelijk enkel als producent achter het project en hij contacteerde George Roy Hill voor de regie. Maar deze weigerde wegens een gruwelijke scène in het scenario, die uit de uiteindelijke film werd geknipt. Reiner besloot dan zelf te regisseren en hij heeft ook een cameo als helikopterpiloot.